# سارا مریدا
سارا مریدا (انگلیسی: Sara Mérida؛ زادهٔ ۸ آوریل ۱۹۹۳) بازیکن فوتبال اهل اسپانیا است.
وی همچنین در تیم ملی فوتبال زنان اسپانیا بازی کرده‌است.